# Eois diapsis
Eois diapsis là một loài bướm đêm trong họ Geometridae.